# Plistospilota gasconi
Plistospilota gasconi es una especie de mantis de la familia Mantidae.

## Distribución geográfica
Se encuentra en Gambia y Senegal.